# Vándor Kálmán Jr.
Vándor Kálmán Jr. (n. 5 noiembrie 1922, Békásmegyer⁠(d), Pomáz District⁠(d), Regatul Ungariei, Ungaria – d. 5 ianuarie 2016, Budapesta, Ungaria) a fost un jurnalist și textier maghiar.